# Роб Ренсенбринк
Питер Роберт Ренсенбринк (хол. Pieter Robert Rensenbrink; Амстердам, 3. јул 1947 — Остзан, 24. јануар 2020) био је холандски фудбалер.

## Каријера
Фудбалску каријеру је започео у аматерском тиму ДВС из Амстердама. Године 1969. потписао је за белгијски Клуб Бриж. Између 1971. и 1980. играо је у Андерлехту, где је освојио две титуле шампиона и пет трофеја Купа Белгије. Био је члан тима који је три пута у низу између 1976. и 1978. стигао до финала Куп победника купова. Андерлехт је победио у финалима 1976. и 1978, а изгубио је само 1977. од Хамбургера. Године 1980. године био је један од оних који су се кратко време опробали у Северноамеричком фудбалском првенству (НАСЛ). Ренсенбринк је тада играо за Портланд Тимберз. По повратку у Европу, играо је за француски тим Тулузу у сезони 1981/82, где је и завршио играчку каријеру.
Између 1968. и 1979, уписао је 46 наступа за холандску репрезентацију и постигао 14 голова. Учествовао је на два светска фудбалска првенства (1974, 1978). У оба наврата Холандија је освојила сребрну медаљу. Године 1976. са холандском репрезентацијом освојио је бронзану медаљу на Европском првенству у Југославији.
Пеле га је сврстао 2004. године на ФИФА 100 листу најбољих живих фудбалера. Ренсенбринк је био ожењен и живео је у Остзану. Током 2012. године дијагностификована му је прогресивна мишићна атрофија.
Преминуо је 24. јануара 2020. године.

## Успеси
Клуб Бриж
- Куп Белгије: 1970.

Андерлехт
- Првенство Белгије: 1972, 1974.
- Куп Белгије: 1972, 1973, 1975, 1976.
- Куп победника купова: 1976, 1978
- УЕФА суперкуп: 1976, 1978.

Холандија
- Светско првенство финале: 1974, 1978.
- Европско првенство треће место: 1976.